# Ancita didyma
Ancita didyma är en skalbaggsart som beskrevs av Blackburn 1901. Ancita didyma ingår i släktet Ancita och familjen långhorningar. Inga underarter finns listade i Catalogue of Life.